# Caochang (sockenhuvudort i Kina, Jiangxi Sheng, lat 28,07, long 114,67)
Caochang är en sockenhuvudort i Kina. Den ligger i provinsen Jiangxi, i den sydöstra delen av landet, omkring 140 kilometer sydväst om provinshuvudstaden Nanchang. Antalet invånare är 13 678. Befolkningen består av 6 474 kvinnor och 7 204 män. Barn under 15 år utgör 20,0 %, vuxna 15-64 år 67 %, och äldre över 65 år 11,0 %.
Runt Caochang är det ganska tätbefolkat, med 222 invånare per kvadratkilometer. Närmaste större samhälle är Tianxin, 9,8 km nordväst om Caochang. I omgivningarna runt Caochang växer huvudsakligen savannskog.
Genomsnittlig årsnederbörd är 2 214 millimeter. Den regnigaste månaden är maj, med i genomsnitt 382 mm nederbörd, och den torraste är oktober, med 45 mm nederbörd.